# Воробьёв, Данил Сергеевич
Дани́л Серге́евич Воробье́в (род. 24 апреля 1975, Чирчик, УзССР, СССР) — российский ученый-биолог, доктор биологических наук, специалист в области экологии, гидробиологии, ихтиологии. Основатель научно-технологической школы комплексной очистки водных объектов от нефти и пластикового мусора «Аэрощуп» (включая очистку дна водоемов). Автор более 125 научных публикаций, в том числе: 4 монографии, 3 учебных пособия. Автор 30 изобретений. Эксперт Высшей аттестационной комиссии при Минобрнауки по биологическим наукам (Приказ № 418 от 29 апреля 2022 г.); эксперт Агентства стратегических инициатив в группе «Экология»; эксперт Российской академии наук (распоряжение № 10110-1100 от 13.10.2021 г.).

## Биография
Родился 24 апреля 1975 года в городе Чирчик, Ташкентской области, республики Узбекистан в семье военнослужащего. Русский.
Отец — Воробьев Сергей Васильевич (1951—2009), военнослужащий, полковник, ликвидатор аварии на Чернобыльской АЭС в первые десять дней. Мать — Воробьева Светлана Ивановна (1949 г.р.), преподаватель музыки по классу фортепиано.
1990 г. — окончил музыкальную школу № 2 в г. Минске по классу фортепиано.
1992 г. — окончил среднюю школу № 173 в г. Минске с серебряной медалью.
1992—1999 гг. — обучение в Томском государственном университете, Бакалавр биологии (1996 г.), Магистр биологии (1999 г.).
1999—2002 гг. — обучение в аспирантуре ТГУ.
2003 г. — защита кандидатской диссертации по специальности 03.00.16 «Экология», биологические науки.
С 2003 по 2007 гг. — координатор работ по очистке водных объектов ООО «НТО „Приборсервис“ (г. Томск), где успешно были реализованы технологические схемы очистки дна водоемов от нефти и нефтепродуктов, которые используется на предприятиях ПАО „ЛУКОЙЛ“ и ПАО „РОСНЕФТЬ“.
2007 г. — работал инженером-экологом в английской управляющей компании ПЕТРОФАК Интернэшнл Лтд на проекте газификации Иркутской области на базе Ковыктинского ГКМ.
2008—2013 гг. — работал в ОАО „Томский научно-исследовательский проектный институт нефти и газа“ (старший научный сотрудник, ведущий научный сотрудник, начальник отдела), где осуществлял руководство научно-исследовательскими работами по экологическому обследованию территорий.
2013 г. — защита докторской диссертации по теме „Биологические основы очистки донных отложений от нефти и нефтепродуктов“ по специальности 03.02.08 „Экология“. Присуждена учёная степень доктора биологических наук.
С 2014 года и по настоящее время — директор института Биологии, экологии, почвоведения, сельского и лесного хозяйства (Биологический институт ТГУ).
Женат, трое детей (Егор, Нила, Анна).

## Награды и звания
- Диплом I степени и золотая медаль в конкурсе „Лучший инновационный проект и лучшая научно-техническая разработка года“ форума HI-TECH за разработку „Система мониторинга содержания микропластика в поверхностных водах рек РФ“ (в составе авторского коллектива Франк Ю. А., Воробьев Д. С., Рахматуллина С., Редникин А. Р., Воробьев Е. Д. и др.), Санкт-Петербург, 2023 г.
- Медаль „Д. И. Менделеев“ ТГУ (февраль 2023)
- Лауреат I степени премии Всероссийского общества изобретателей и рационализаторов (ВОИР) за проект „АЭРОЩУП“ (2022)
- Победители Всероссийского конкурса лучших региональных природоохранных практик „Надёжный партнёр — Экология“ (2022) за проект „Чистые реки России“
- Председатель Общественного совета при Департаменте охотничьего и рыбного хозяйства Томской области (ноябрь 2022)
- Гран-при выставки „РосБиоТех-2022“ за проект „АЭРОЩУП“ — технология комплексной очистки водных объектов от нефти и пластикового мусора» (апрель 2022)
- Серебряные призёры акселератора научно-технических проектов «ЗИМА 21», организованного Западно-Сибирским научно-образовательным центром (ЗапСибНОЦ) (декабрь 2021)
- Победители Национальной экологической премии фонда им. В. И. Вернадского (декабрь 2021)
- Почётный работник сферы образования РФ (Приказ Минобрнауки России от 22.10.2021 № 1526 к/н)
- Почётная грамота Думы города Томска (2020)
- Благодарность Администрации Томской области (2020)
- Свидетельство № 16 о занесении на доску почета Кировского района города Томска (Распоряжения администрации № 1067 от 29.10.2019)
- Победитель Всероссийского конкурса лучших региональных природоохранных практик «Надёжный партнёр — Экология» (2019)
- Благодарственное письмо почётных докторов ТГУ (2019)
- Победитель Международного проекта «Экологическая культура. Мир и согласие» Фонда им. В. И. Вернадского (2019)
- Финалист Премии Русского географического общества — 2018, в номинации «Лучший природоохранный проект» за проект «Очистка дна водоемов от нефти технологией бесконтактной флотации» (2018)
- Серебряная медаль II Сибирского экологического форума за проект «Технология поиска, оценки и очистки нефтезагрязненных донных отложений водоемов — Аэрощуп» (2018)
- Серебряная медаль и диплом II степени Международной выставки-конгресса «Высокие технологии. Инновации. Инвестиции (Hi-Tech)-2018» за проект «Аэрощуп — мобильный комплекс по оценке и очистке донных отложений водных объектов» (2018)
- Медаль «За заслуги перед Томским государственным университетом» (2018)
- Золотая медаль «РосБиоТех-2017» за проект «Аэрощуп — устройство оценки качества нефтезагрязненных донных отложений при проведении очистных работ» (2017)
- Золотая медаль «РосБиоТех-2017» за проект "Технология и оборудование для комплексной очистки водных объектов от нефти и нефтепродуктов (2017)
- Многократный победитель и финалист конкурса ОАО «ТомскНИПИнефть» «Лучший научный сотрудник» (2008, 2009, 2011 гг.)
- Лауреат Всероссийского конкурса «Кадровый резерв — профессиональная команда страны» (2008 г.)
- Медаль «За спасение родной природы» (2006 г.)
- Лауреат премии Томской области в сфере науки (2006 г.)
- Лауреат премии Государственной Думы Томской области (2006 г.)
- Победитель конкурса индивидуальных грантов Фонда Макартуров, 2001 г.
- Победитель конкурсов ФЦП «Интеграция» 2001 г., 2 конкурса
- Многократный победитель конкурсов НК «ЮКОС», АКБ «Нефтеэнергобанк» за научные разработки и подготовку специалистов — 1998, 1999, 2000, 2001 гг.

## Монографии, статьи и публикации
- Frank Y.A., Vorobiev D.S., Vorobiev E.D., Samarinova A.A., Antsiferov D.V., Strezov V. (2023) Ability of benthic oligochaetes to bury microplastics in aquatic bottom sediments // Science of The Total Environment. 2023. Vol. 857, 159687. doi.org/10.1016/j.scitotenv.2022.159687[1]
- Frank Y., Vorobiev D., Mandal A., Lemeshko Y., Rakhmatullina S., Darbha G.K. (2023) Freshwater Fish Siberian Dace Ingest Microplastics in the Remote Yenisei Tributary. Toxics 2023, 11(1), 38. doi.org/10.3390/toxics11010038[2]
- Frank, Y.A.; Interesova, E.A.; Solovyev, M.M.; Xu, J.; Vorobiev, D.S. Effect of Microplastics on the Activity of Digestive and Oxidative-Stress-Related Enzymes in Peled Whitefish (Coregonus peled Gmelin) Larvae. Int. J. Mol. Sci. 2023, 24, 10998. doi.org/10.3390/ijms241310998
- Frank Y, Ershova A, Batasheva S, Vorobiev E, Rakhmatullina S, Vorobiev D, Fakhrullin R. (2022) Microplastics in Freshwater: A Focus on the Russian Inland Waters. Water. 2022; 14(23):3909. doi.org/10.3390/w14233909[3]
- Франк Ю. А., Воробьев Е. Д., Рахматуллина С. Н., Трифонов А. А., Воробьев Д. С. (2022) Скрининг содержания микропластика в поверхностных водах Российских рек // Экология и промышленность России. 2022; 26 (9): 67-74. DOI:10.18412/1816-0395-2022-9-67-71
- Перминова В., Франк Ю., Воробьев Д. (2022) Патентный обзор и патентологические перспективы в области распространения микропластика в окружающей среде и технологий очистки. Экология и промышленность России. 2022;26(12):52-56. doi.org/10.18412/1816-0395-2022-12-52-56.
- Frank, Y.A.; Vorobiev, D.S.; Kayler, O.A.; Vorobiev, E.D.; Kulinicheva, K.S.; Trifonov, A.A.; Soliman Hunter, T. Evidence for Microplastics Contamination of the Remote Tributary of the Yenisei River, Siberia — The Pilot Study Results. Water 2021, 13, 3248. https://doi.org/10.3390/w13223248
- Frank, Y.A.; Vorobiev, E.D.; Vorobiev, D.S.; Trifonov, A.A.; Antsiferov, D.V.; Soliman Hunter, T.; Wilson, S.P.; Strezov, V. Preliminary Screening for Microplastic Concentrations in the Surface Water of the Ob and Tom Rivers in Siberia, Russia. Sustainability 2021, 13, 80
- Frank Y.A., Vorobiev E.D., Babkina I.B., Antsiferov D.V., Vorobiev D.S. Microplastics in fish gut, first records from the Tom River in West Siberia, Russia // Вестн. Том. гос. ун-та. Биология. 2020. № 52. С. 130—139. doi: 10.17223/19988591/52/7
- Yulia A. Frank, Danil S. Vorobiev, Oleg E. Merzlyakov, Farid R. Sataev, Andrey A. Trifonov, Evgeny O. Kopylov, Konstantin V. Stryuk, Ekaterina A. Kalinovskaya, Sergey V. Gronskiy, Oleg V. Chibrikov, Vladislava V. Perminova, Yaroslav V. Branevskiy, Sergey P. Kulizhskiy and Tina Soliman Hunter Cleaning of oil-polluted bottom sediments of the boreal lake, Samotlor oil field, North Russia: case report. Water Science & Technology 2020, 12, 82
- Воробьев Д., Перминова В. Методические аспекты нового способа определения массы нефти на единицу площади донных отложений водных объектов. Экология и промышленность России. 2020; 24(12):28-31.
- Vorobiev D.S., Noskov Y.A., Popkov V.K., Ruzanova A.I. Benthic Invertebrate Community Floodplain-River System Basin Vasyugan (Middle Ob): Consequences of Oil Field Exploration // Riparian Zones: Characteristics, Management Practices and Ecological Impacts. Chapter 13. Editors: Oleg S. Pokrovsky (CNRS, Geoscience and Environment Toulouse, BIO-GEO-CLIM laboratory, Tomsk State University, Russia and Institute of Ecological Problems of the North, RAS, Arkhangelsk, Russia). Series: Environmental Research Advances; 2016; Nova Science Publishers, Inc. P. 311—327. ISBN 978-1-63484-613-4
- Безноздрева Е. А., Воробьев Д. С., Емельянова Л. Г., Землягнова О. И., Каргашина М. А., Касимов Д. В., Кривонос Е. В., Михеева А. И., Протопопов Н. Ф., Резников И. С., Рукавицын В. В., Рыбкина Г. И., Скворцова Е. А., Сосновских С. Л., Сысоева И. А., Хуршудов А. Г., Шахин Д. А., Якунин С. А. Сборник инновационных решений по сохранению биоразнообразия для нефтедобывающего сектора (монография) / М.: изд. ООО «РА ИЛЬФ», 2015. — 275 с.
- Туманов М.Д, Воробьев Д. С., Мартынов В. Г. Сиговые рыбы нижнего течения реки Усы в условиях техногенного загрязнения / под ред. В. И. Романова. — Томск: Изд-во Томск. ун-та, 2013. — 212 с.
- Romanov V.I., Interesova E.A., Dyldin Y.V., Babkina I.B., Karmanova O.G., Vorobiev, D.S. An annotated list and current state of ichthyofauna of the Middle Ob River basin // International Journal of Environmental Studies. — Vol. 74. — Issue 5, 2017. — P. 818—830. DOI: 10.1080/00207233.2017.1288547,
- Zalozny N.A., Vorobiev D.S. Oligochaetes in the water ecosystems of Western Siberia // International Journal of Environmental Studies, 2017. DOI: 10.1080/00207233.2017.1283952,
- Noskov Y.A., Vorobiev D.S. Recovery of aquatic invertebrate communities as a result of oil decontamination of bottom sediments // Ukrainian Journal of Ecology, 2017, 7(4), 407—413, doi: 10.15421/2017_125,
- Kul`kov M.G., Vorob`ev D.S. Identification of Traces of Oil Contamination of Biogenic Sediments by Solid-Phase Extraction Combined with Thin Layer Chromatography //Journal of Analytical Chemistry. 2017. Vol. 72, № 2. P. 217—225,
- Rotar O.V., Rotar V.G., Gess T.A., Iskrizhitsky A.A., Vorobiev D.S. Modification of natural petroleum adsorbent sphagnum dill // Petroleum and Coal. — Vol. 58. — Issue 5. — 2016. P. 551—555,
- Vorobiev D.S., Frank Y.A., Noskov Y.A., Merzlyakov O.E., Kulizhskiy S.P. Novel technological solution for oil decontamination of bottom sediments // Water Practice & Technology. — Vol. 11. — No. 1. — 2016. P. 139—143. DOI: 10.2166/wpt.2016.017,
- Vorobiev D.S. & Noskov Y.A. Norm setting for oil and petroleum products in bottom sediments and their quality assessment according to Russian hydro chemical parameters // International Journal of Environmental Studies. — Vol. 72. — Issue 6, 2015. — P. 1028—1036. DOI:10.1080/00207233.2015.1033967.
- Vorobiev D.S. & Noskov Y.A. Oil Contamination of the Ob Basin // International Journal of Environmental Studies. — Vol. 72. — Issue 3, 2015. — P. 509—515. DOI:10.1080/00207233.2015.1027591,
- Vorobiev D.S., Merzlyakov O.E., Noskov Y.A. Oil decontamination of bottom sediments: past, present and future // Procedia Chemistry. — № 10, 2014. P. 158—161. DOI:10.1016/j.proche.2014.10.027,
- Vorobiev D.S., Frank Y.A., Lushnikov S.V., Zalozny N.A. The possibility of using Oligochaeta worms for cleaning up of benthic sediments from oil and petroleum hydrocarbons // Geominas (Venezuela). — Vol. 37 — № 50 — 2009. — P. 227—230.
- Воробьев Д. С., Залозный Н. А., Франк Ю.А, Лушников С. В., Носков Ю. А. К вопросу о роли тубифицид в потреблении кислорода в донных отложениях, загрязненных нефтью // Известия Самарского научного центра РАН, 2009. — Т. 11. — № 1 (4). — С. 702—706.
- Франк Ю. А., Лушников С. В., Воробьев Д. С., Монголина Т. А., Лукьянцева Л. В., Носков Ю. А. О необходимости комплексного подхода к обследованию нефтезагрязненных водных объектов для принятия управленческих и технологических решений по их очистке // Водоочистка. Водоподготовка. Водоснабжение. — № 3, 2009. — С. 64-71.
- Воробьев Д. С., Франк Ю. А., Залозный Н. А., Лушников С. В., Сидорская С. Н. Перемещение Limnodrilus hoffmeisteri (Oligochaeta, Tubificidae) в нефтезагрязненных илах // Вестник Томского государственного университета. Биология. — № 1 (2), 2008. — С. 82-89.
- Воробьев Д. С., Туманов М. Д., Носков Ю. А., Лушников С. В., Франк Ю. А. Ихтиоиндикационная оценка эффективности мероприятий по очистке донных отложений и воды оз. Щучье от нефти (Усинский район, республика Коми) // Проблемы региональной экологии. — № 1, 2008. — C. 125—130.
- Воробьев Д. С., Лушников С. В., Фадеев В. Н., Лушников В. С., Франк Ю. А. Опыт комплексной очистки обводненных карьеров от нефти // Экология и промышленность России. — № 4, 2008. — С. 26-28.
- Воробьев Д. С. Влияние нефти и нефтепродуктов на макрозообентос // Известия Томского Политехнического университета, 2006. — Т. 309. — № 3. — C. 42-45.
- Лушников С. В., Воробьев Д. С. Очистка донных отложений от нефти: результаты экспериментальных работ // Экология и промышленность России. — 2006. — № 10. — С. 11-13.
- Lushnikov S.V., Frank Y.A., Vorobyov D.S. Oil Decontamination of Bottom Sediments Experimental Work Results. — Earth Sciences Research Journal. — 2006. — Vol. 10. — No. 1 (Jun. 2006). — P. 35-40,
- Воробьев Д. С., Попков В. К. Нефтепродукты в воде и донных отложениях бассейна реки Васюган / Известия Томского Политехнического университета. — Томск: Издательство ТПУ, 2005. — Т. 308. — № 4. — С. 48-50.
- Лушников С. В., Воробьев Д. С., Фадеев В. Н. Очистка донных отложений: первый шаг сделан // Экология и промышленность России. — 2005. — № 9. — С. 30-31.
- Попков В. К., Воробьев Д. С., Лукьянцева Л. В., Рузанова А..И. Бассейн реки Васюган (средняя Обь) как модель пойменно-речной системы для изучения влияния нефтяного загрязнения на водные сообщества // Эколого-биогеохимические исследования в бассейне Оби. — Томск, 2002. — С. 220—245.
- Рузанова А. И., Воробьев Д. С. Состояние донных сообществ бассейна реки Ягыльях (район нефтяных месторождений) // Экобиотехнология: борьба с нефтяным загрязнением окружающей среды. — Пущино: ИБФМ РАН, 2001. — С.14-16.
- Рузанова А. И., Воробьев Д. С. Трансформация донных сообществ в условиях нефтяного загрязнения // Экология пойм сибирских рек и Арктики / Под ред. В. В. Зуева. — Новосибирск: Изд-во СО РАН, 1999. — С.71-78.
- Залозный Н. А., Бочарова Т. А., Лукьянцева Л. В., Петлина А. П., Рузанова А. И., Бреусов А. В., Воробьев Д. С., Горбунов С. Н.. Экологическое состояние гидробиоценозов озера Фыркал (Хакасия) // Задачи и проблемы развития рыбного хозяйства на внутренних водоемах Сибири. — Томск, 1996. — С. 21-22.